# Тода Кадзуюкі
Тода Кадзуюкі (яп. 戸田 和幸, нар. 30 грудня 1977, Токіо) — японський футболіст.

## Виступи за збірну
2001 року дебютував в офіційних матчах у складі національної збірної Японії. Відтоді провів у формі головної команди країни 20 матчів.

## Статистика виступів
| Збірна Японії | Збірна Японії | Збірна Японії |
| Роки          | Ігри          | голи          |
| ------------- | ------------- | ------------- |
| 2001          | 10            | 0             |
| 2002          | 10            | 1             |
| Усього        | 20            | 1             |

## Титули і досягнення
- Володар Кубка Джей-ліги (1):

«Сімідзу С-Палс»: 1996
- Володар Кубка Імператора Японії (1):

«Сімідзу С-Палс»: 2001
- Володар Суперкубка Японії (4):

«Сімідзу С-Палс»: 2001, 2002
«Токіо Верді»: 2005
«Санфречче Хіросіма»: 2008